# Código Deontológico da Ordem dos Médicos de Portugal
O Código Deontológico da Ordem dos Médicos de Portugal  é o conjunto de regras de natureza ética que, com carácter de permanência e a necessária adequação histórica na sua formulação, o médico deve observar e em que se deve inspirar no exercício da sua actividade profissional, cuja prática não só é recomendável como deve servir de orientação nos diferentes aspectos da relação humana que se estabelece no decurso do exercício profissional.
O texto do código vigente foi aprovado pela Ordem dos Médicos em 26 de setembro de 2008 e oficializado pelo Regulamento némero 14/2009, da
Ordem dos Médicos, com a assinatura de Pedro Manuel Mendes Henriques Nunes, então presidente da referida entidade e foi publicado na edição  11 de janeiro de 2009 do Diário da República.

## História
A deontologia médica portuguesa já vem de de outros documentos do gênero, cita-se, a exemplo, o Código Deontológico aprovado pelo Plenário dos Conselhos Regionais no dia 23 de fevereiro de 1985 e publicado na Revista da Ordem dos Médicos naquele ano.